# Liste der Kulturdenkmale in Großschwabhausen
In der Liste der Kulturdenkmale in Großschwabhausen sind alle Kulturdenkmale der thüringischen Gemeinde Großschwabhausen (Landkreis Weimarer Land) und ihrer Ortsteilen aufgelistet (Stand: 26. April 2012).

## Großschwabhausen
Einzeldenkmal
| Bild                                    | Bezeichnung                                   | Lage                            | Datierung | Beschreibung | ID |
| --------------------------------------- | --------------------------------------------- | ------------------------------- | --------- | ------------ | -- |
| weitere Bilder Fotos hochladen          | Kirche                                        | (Karte)                         |           |              |    |
| Direkt Bild zu diesem Denkmal hochladen | altes Gehöft                                  | Auf der Hasel 10 (ehem. Nr. 18) |           |              |    |
| Fotos hochladen                         | Gedenkstätte für fünf unbekannte KZ-Häftlinge | Friedhof                        |           |              |    |
| Fotos hochladen                         | Todesmarschstele                              | Döbritscher Straße              |           |              |    |
| BW                                      | Gehöft                                        | Kirchstraße 10 (Karte)          |           |              |    |
| weitere Bilder Fotos hochladen          | Sternwarte bei Großschwabhausen               | (Karte)                         |           |              |    |

## Hohlstedt
Einzeldenkmal
| Bild                           | Bezeichnung         | Lage                                     | Datierung | Beschreibung | ID |
| ------------------------------ | ------------------- | ---------------------------------------- | --------- | ------------ | -- |
| weitere Bilder Fotos hochladen | Kirche mit Kirchhof | (Karte)                                  |           |              |    |
| Fotos hochladen                | Eulensteinscher Hof | Dorfstraße 3 (Weimarer Straße 7) (Karte) |           |              |    |

## Kötschau
Einzeldenkmal
| Bild                                    | Bezeichnung             | Lage             | Datierung | Beschreibung | ID |
| --------------------------------------- | ----------------------- | ---------------- | --------- | ------------ | -- |
| weitere Bilder Fotos hochladen          | Kirche mit Kirchhof     | (Karte)          |           |              |    |
| Direkt Bild zu diesem Denkmal hochladen | Gehöft, Vorspannschänke | Jenaer Straße 43 |           |              |    |

Bodendenkmale
| Bild                                    | Bezeichnung                          | Lage | Datierung | Beschreibung | ID |
| --------------------------------------- | ------------------------------------ | --- | --------- | ------------ | -- |
| Direkt Bild zu diesem Denkmal hochladen | Wegweiserstein „Die Großmutter“      | Stand früher am Isserstedter See an der alten Straße Richtung Kötschau, neuer Standort Hof der Wasserburg Kapellendorf, Nähe Verliesturm |           |              |    |
| Direkt Bild zu diesem Denkmal hochladen | Domäne (Mittelalterliche Wasserburg) | Ortslage Kötschau |           |              |    |

## Quelle
- Denkmalliste Landkreis Weimarer Land. (PDF; 929 kB) weimarerland.de

- Karte mit allen Koordinaten:
- OSM |
- WikiMap